# 济理寺
28°13′31″N 121°19′14″E / 28.22518°N 121.32059°E
济理寺，原名济嫠堂、永福堂，是一座位处于中国浙江省玉环市楚门镇筠岗村的寺庙。

## 沿革
宋大中祥符元年（1008年），当地修建济嫠堂，是玉环当地著名寺庙。1958年，在当地山谷建成水库，拆除济理寺。1984年，玉环县政府将隔山牛角坑的永福堂改名为济理寺。